# BMW Motorrad

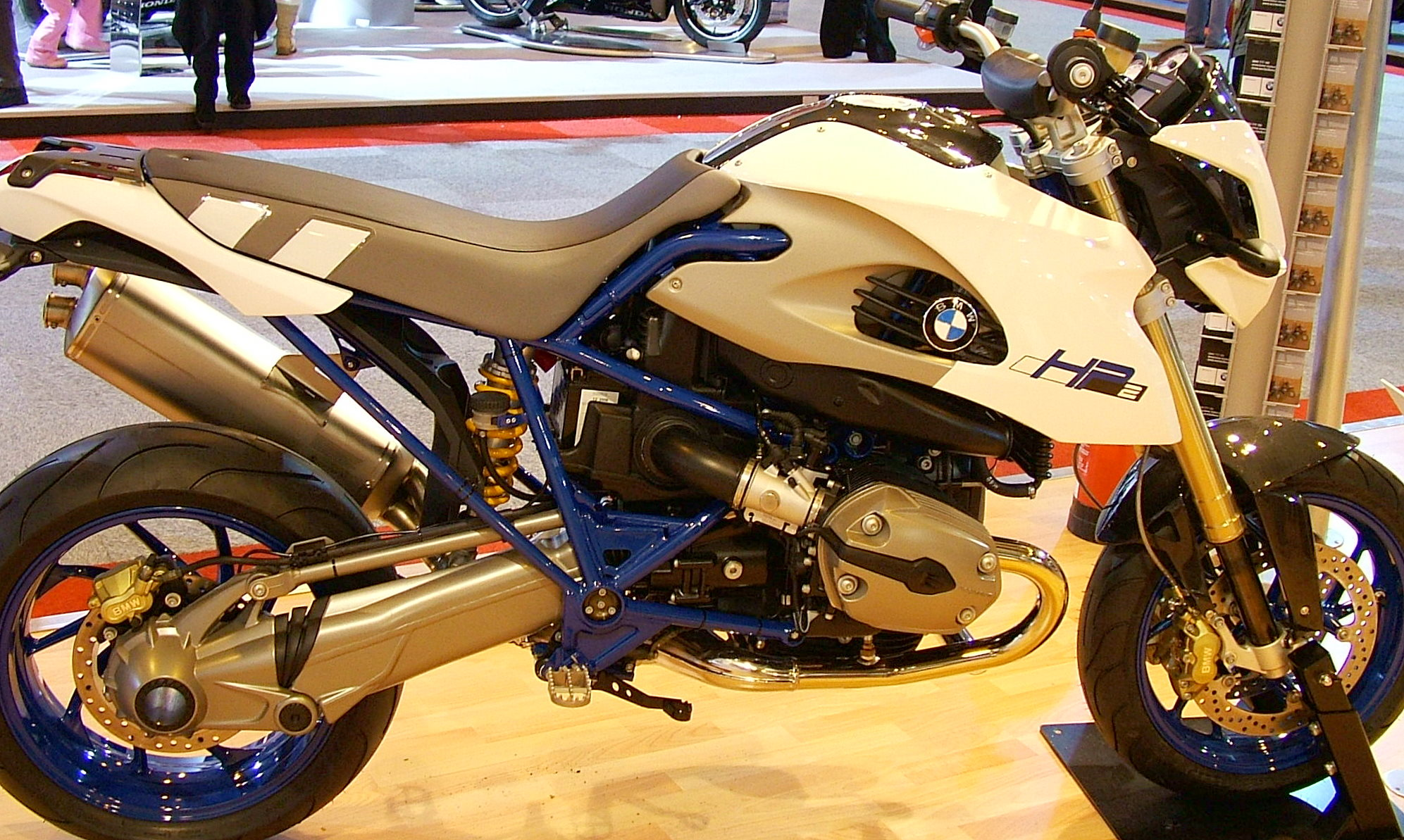

BMW Motorrad é uma subsidiária do Grupo BMW que se dedica a produção de motos. No início do século 20, era uma fabricante de motores de aeronaves e foi por meio da 1° Guerra Mundial que surgiu a primeira motocicleta BMW, denominada R32, em 1923.
Ao longo de 89 anos de constante evolução, a marca bávara investiu no avanço tecnológico de suas motocicletas e, atualmente, a BMW produz modelos para diversos tipos de motociclistas. Esses ícones da engenharia moderna sobre duas rodas estão divididos em cinco categorias: Roadster, Sport, Tour, Enduro e Urban Mobility. 
No Brasil, a BMW Motorrad comercializa 15 destes modelos, sendo: F 800 R, R 1200 R Classic, K 1300 R, K 1300 S, S 1000 RR,S 1000 R, K 1600 GT, K 1600 GTL, G 650 GS, G 650 GS Sertão, F 800 GS, R 1200 GS, R 1200 GS Adventure e recentemente lançou dois modelos de baixa cilindrada a G 310R e G 310GS.

## Pioneirismo: Freio ABS
A BMW Motorrad apresentou a primeira produção em série do mundo de motocicletas equipadas com o sistema de freio ABS, que até hoje é o recurso de aprimoramento de segurança mais efetivo existente. Agora, a divisão de motos da marca bávara dá mais um passo a frente no campo da segurança e anuncia que, a partir de 2013, será a primeira fabricante do mundo a oferecer ABS de fábrica em todos os modelos da sua gama de produtos.
Com essa atitude, a BMW Motorrad, que já oferece esta condição no Brasil desde o início de 2012, se antecipa à medida que entra em vigor na Europa em 2016 e obrigada a todos os fabricantes da região a fornecerem o item ABS de fábrica.

## Vendas Globais
Em 2015  a BMW Motorrad vendeu 136,963 motos.

### Por Paises
| Pais           | 2010   | 2014    | 2015    | 2016    | 2017    | 2018    |
| -------------- | ------ | ------- | ------- | ------- | ------- | ------- |
| Alemanha       |        |         | 23,823  | 24,894  |         | 23,824  |
| Estados Unidos |        |         | 16,501  | 13,730  |         | 13,842  |
| França         |        |         | 12,550  | 13,350  |         | 16,615  |
| Italia         |        |         | 11,150  | 12,300  |         | 14,110  |
| Reino Unido    |        |         | 8.200   | 8,782   |         | 9,224   |
| Espanha        |        |         | 7,976   | 9,520   |         | 11,124  |
| China          |        |         |         | 4,580   |         | 7,561   |
| Brasil         |        |         |         |         |         | 7,361   |
| India          |        |         |         |         |         | 2,187   |
| Tailândia      |        |         |         | 1,819   |         |         |
| TOTAL          | 98,047 | 123,495 | 136,963 | 145,032 | 164,153 | 165,566 |

### Por Modelos

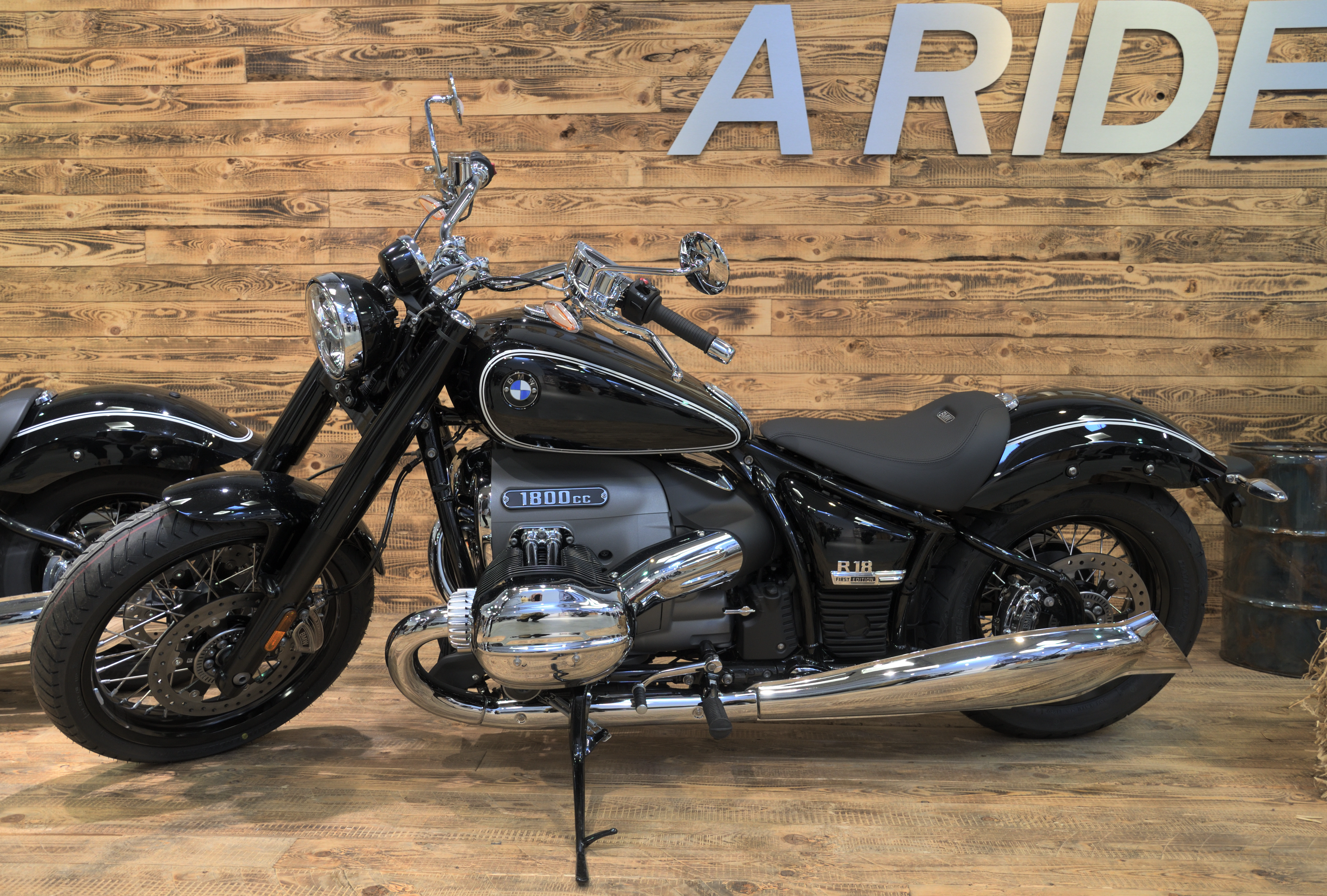
BMW R 18 (2020)

| Modelo                        | 2015   | 2016   | 2018   |
| ----------------------------- | ------ | ------ | ------ |
| Gama R-Series                 | 73,357 | 77,787 | 84,500 |
| R 1200/1250 GS e GS Adventure |        |        | 51,000 |
| R 1200 GS                     | 23,681 | 25,336 |        |
| R 1200 GS Adventure           | 18,011 | 21,391 |        |
| R 1200 RT                     | 10,955 | 9,648  |        |
| BMW R nineT                   | 9,545  |        |        |
| R 1200 R                      | 6,951  |        |        |
| R 1200 RS                     | 4,208  |        |        |
| Gama S-Series                 | 21,110 | 23,686 | 18,773 |
| S 1000 RR                     | 9,576  | 9,016  |        |
| S 1000 R                      | 6,473  |        |        |
| S 1000 XR                     | 5,061  | 8,835  |        |
| Gama F-Series                 | 25,616 |        |        |
| F 800 GS                      | 6,603  |        |        |
| F 800 GS Adventure            | 4,129  |        |        |
| F 700 GS                      | 6,282  |        |        |
| F 800 R                       | 5,971  |        |        |
| F 800 GT                      | 2,631  |        |        |
| K 1600 GT/GTL/GTL Exclusive   | 4,866  |        | 8,306  |
| G 310 R/G 310 GS              |        |        | 24,363 |
| C 650 GT/C 600 Sport          | 4,530  |        |        |
| C evolution (Eléctrica)       | 957    |        |        |